# Handball-Bundesliga
De Handball-Bundesliga afgekort HBL is sinds 1966 de hoogste competitie in het Duitse handbal. De Handball-Bundesliga wordt gespeeld in een competitie waarbij elke club thuis- en uitwedstrijden speelt tegen de andere clubs. Het bondsgebouw van de Handball-Bundesliga ligt in Dortmund. 

## Geschiedenis
De Bundesliga werd geïntroduceerd met het seizoen 1966/67 en werkte aanvankelijk met twee regionale secties, Noord en Zuid. In 1981 werd een 2.Bundesliga geïntroduceerd als een nieuwe tweede divisie, ter vervanging van de Regionalliga, die het derde niveau werd. De 2.Bundesliga bestond eerst uit twee secties noord en zuid gedurende dertig jaar. Vanaf het seizoen 2011/12 wordt de 2.Bundesliga gerund in een enkele sectie bestaande uit twintig teams.
Van 1967/1973 was er ook een door de Deutscher Handballbund (DHB) uitgeschreven competitie veldhandbal.

## Competitie namen
Vanaf 2007werd de competitie gesponsord door Toyota en heet officieel de Toyota Handball-Bundesliga. Dit duurde tot 2012, toen de Deutsche Kreditbank AG (DKB) de nieuwe sponsor werd. De naam van de competitie veranderde naar de DKB Handball-Bundesliga. In 2017 werd LIQUI MOLY sponsor van de Handball-Bunesliga. De officiële naam is daarom gewijzigd in LIQUI MOLY Handball-Bundesliga.

## Landskampioenen

### Lijst van landskampioenen

#### Duits kampioenschap zaalhandbal (1949 - 1966)

##### Niet officieel erkend door DHB
- 1948; Berliner SV 1892 (alleen gespeeld in de Amerikaanse en Britse bezettingszone)
- 1949; RSV Mülheim (gespeeld bij Geallieerde bezettingszones)

##### Officieel erkend door DHB
| Jaar    | Club                 |         | Jaar                 | Club |
| ------- | -------------------- | ------- | -------------------- | ---- |
| 1950/00 | SV Polizei Hamburg   | 1960/00 | Frisch Auf Göppingen |      |
| 1951    | SV Polizei Hamburg   | 1961    | Frisch Auf Göppingen |      |
| 1952    | SV Polizei Hamburg   | 1962    | THW Kiel             |      |
| 1953    | SV Polizei Hamburg   | 1963    | THW Kiel             |      |
| 1954    | Frisch Auf Göppingen | 1964    | Berliner SV 1892     |      |
| 1955    | Frisch Auf Göppingen | 1965    | Frisch Auf Göppingen |      |
| 1956    | Berliner SV 1892     | 1966    | VfL Gummersbach      |      |
| 1957    | THW Kiel             |         |                      |      |
| 1958/00 | Frisch Auf Göppingen |         |                      |      |
| 1959/00 | Frisch Auf Göppingen |         |                      |      |

#### Handball-Bundesliga (1966 - heden)
| 1966/67 | VfL Gummersbach      | 1976/77 | Grün-Weiß Dankersen | 1986/87 | TUSEM Essen          | 1996/97 | TBV Lemgo              |
| 1967/68 | SG Leutershausen     | 1977/78 | TV Großwallstadt    | 1987/88 | VfL Gummersbach      | 1997/98 | THW Kiel               |
| 1968/69 | VfL Gummersbach      | 1978/79 | TV Großwallstadt    | 1988/89 | TUSEM Essen          | 1998/99 | THW Kiel               |
| 1969/70 | Frisch Auf Göppingen | 1979/80 | TV Großwallstadt    | 1989/90 | TV Großwallstadt     | 1999/00 | THW Kiel               |
| 1970/71 | Grün-Weiß Dankersen  | 1980/81 | TV Großwallstadt    | 1990/91 | VfL Gummersbach      | 2000/01 | SC Magdeburg           |
| 1971/72 | Frisch Auf Göppingen | 1981/82 | VfL Gummersbach     | 1991/92 | SG Wallau-Massenheim | 2001/02 | THW Kiel               |
| 1972/73 | VfL Gummersbach      | 1982/83 | VfL Gummersbach     | 1992/93 | SG Wallau-Massenheim | 2002/03 | TBV Lemgo              |
| 1973/74 | VfL Gummersbach      | 1983/84 | TV Großwallstadt    | 1993/94 | THW Kiel             | 2003/04 | SG Flensburg-Handewitt |
| 1974/75 | VfL Gummersbach      | 1984/85 | TV Großwallstadt    | 1994/95 | THW Kiel             | 2004/05 | THW Kiel               |
| 1975/76 | VfL Gummersbach      | 1985/86 | TUSEM Essen         | 1995/96 | THW Kiel             | 2005/06 | THW Kiel               |

| Jaar    | Club               |         | Jaar                   | Club |
| ------- | ------------------ | ------- | ---------------------- | ---- |
| 2006/07 | THW Kiel           | 2016/17 | Rhein-Neckar Löwen     |      |
| 2007/08 | THW Kiel           | 2017/18 | SG Flensburg-Handewitt |      |
| 2008/09 | THW Kiel           | 2018/19 | SG Flensburg-Handewitt |      |
| 2009/10 | THW Kiel           | 2019/20 | THW Kiel               |      |
| 2010/11 | HSV Hamburg        | 2020/21 | THW Kiel               |      |
| 2011/12 | THW Kiel           | 2021/22 | SC Magdeburg           |      |
| 2012/13 | THW Kiel           | 2022/23 | THW Kiel               |      |
| 2013/14 | THW Kiel           | 2023/24 | SC Magdeburg           |      |
| 2014/15 | THW Kiel           |         |                        |      |
| 2015/16 | Rhein-Neckar Löwen |         |                        |      |

### Statistieken

#### Per club
| Club                   | Aantal titels | Jaren |
| ---------------------- | ------------- | --- |
| THW Kiel               | 22            | 1957, 1962, 1963, 1994, 1995, 1996, 1998, 1999, 2000, 2002, 2005, 2006, 2007, 2008, 2009, 2010, 2012, 2013, 2014, 2015, 2020, 2021, 2023 |
| VfL Gummersbach        | 12            | 1966, 1967, 1969, 1973, 1974, 1975, 1976, 1982, 1983, 1985, 1988, 1991                                                                   |
| Frisch Auf Göppingen   | 09            | 1954, 1955, 1958, 1959, 1960, 1961, 1965, 1970, 1972                                                                                     |
| TV Großwallstadt       | 06            | 1978, 1979, 1980, 1981, 1984, 1990 |
| SV Polizei Hamburg     | 04            | 1950, 1951, 1952, 1953 |
| SC Magdeburg           | 03            | 2001, 2022, 2024 |
| SG Flensburg-Handewitt | 03            | 2004, 2018, 2019 |
| TUSEM Essen            | 03            | 1986, 1987, 1989 |
| Rhein-Neckar Löwen     | 02            | 2016, 2017 |
| TBV Lemgo              | 02            | 1997, 2003 |
| SG Wallau-Massenheim   | 02            | 1992, 1993 |
| GWD Minden             | 02            | 1971, 1977 |
| Berliner SV 1892       | 02            | 1956, 1964 |
| HSV Hamburg            | 01            | 2011 |
| SG Leutershausen       | 01            | 1968 |

## EHF-ranglijst
- 1.   LNH Division 1 (139.33)
- 2.   Handball-Bundesliga (132.83)
- 3.   Macedonian Handball Super League (115.00)
- 4.   Nemzeti Bajnokság I (99.83)
- 5.    Liga ASOBAL (96.17)